# Chlorospatha kolbii
Chlorospatha kolbii är en kallaväxtart som beskrevs av Adolf Engler. Chlorospatha kolbii ingår i släktet Chlorospatha och familjen kallaväxter.
Artens utbredningsområde är Colombia. Inga underarter finns listade.